# Торресілья-де-ла-Орден
Торресілья-де-ла-Орден (ісп. Torrecilla de la Orden) — муніципалітет в Іспанії, у складі автономної спільноти Кастилія-і-Леон, у провінції Вальядолід. Населення — 312 осіб (2010).
Муніципалітет розташований на відстані близько 160 км на північний захід від Мадрида, 65 км на південний захід від Вальядоліда.

## Демографія
Динаміка населення (INE ):